# 1942 aux échecs
| Années des échecs : 1939 - 1940 - 1941 - 1942 - 1943 - 1944 - 1945    |
| Décennies des échecs : 1910 - 1920 - 1930 - 1940 - 1950 - 1960 - 1970 |

Cet article présente les faits marquants de l'année 1942 aux échecs.

## Tournois et opens

### 3etrimestre
- Le tournoi d'échecs de Munich 1942, disputé du 14 au 26 septembre 1942, a été remporté par Alexandre Alekhine.

## Championnats nationaux
- Argentine : Herman Pilnik remporte le championnat[1],[2]. Chez les femmes, c’est Dora Trepat de Navarro qui s’impose.
- Autriche nazie : Pas de championnat national pour cause d’Anschluss[3], ni de tournoi féminin[4].
- Belgique : Albéric O’Kelly  remporte le championnat[5] est annulé. Chez les femmes, c’est M. Stoffels qui s’impose[6].
- Brésil : Walter Cruz remporte le championnat[7].
- Canada : Pas de championnat[8].
- Écosse : Pas de championnat pour cause de Seconde Guerre mondiale.
- État espagnol : Ramón Rey Ardid remporte la septième édition du championnat [9]. Jusqu’à cette année, il n’était organisé qu’occasionnellement.
- État français : Roger Daniel remporte le championnat [10]. Duval s’impose chez les femmes[11].
- États-Unis : Sammy Reshevsky remporte le championnat[Note 1],[Note 2],[12],[13]. Chez les femmes, Mona May Karff s’impose[14].
- Finlande: Pas de championnat[15].
- Pays-Bas : Max Euwe remporte le championnat[16]. Pas de championnat féminin.
- Pologne[Note 3] : Pas de championnat[17].
- Royaume-Uni : Pas de championnat[18].

- Suisse : Jules Ehrat remporte le championnat [19].
- RSS d'Ukraine :Pas de championnat[20],[21], dans le cadre de l’U.R.S.S.. Chez les femmes, pas de championnat[22].
- Royaume de Yougoslavie : Pas de championnat[23],[24].

## Naissances
- Vlastimil Jansa
- Vlatko Kovačević
- Dragoljub Velimirović

## Nécrologie
- En 1942 : Henryk Friedman, Karl Wilhelm Rosenkrantz (en), Samuil Vainshtein (en), Alexander Wagner (en), Simon Rubinstein (en), Izidor Gross (en)
- 17 février : Walter Penn Shipley (en)
- 23 février : Max Blümich (en)
- 7 mars : Sergueï Belavenets
- 8 mars : José Raúl Capablanca
- 18 avril : Leonid Kubbel
- 19 avril : František Schubert (en)
- 23 avril : Ilia Rabinovitch
- 29 avril : Anatol Tschepurnoff (en)
- 16 mai : Mark Stolberg (en)
- 5 juin : István Abonyi (en)
- 8 juillet : Emil Zinner
- 9 juillet : Julio Balparda (en)
- 14 août : Alekseï Troïtski
- 16 août : Leon Rosen (en)
- 20 août : Rudolf Spielmann
- 21 août : Vladimir Sournin (en)
- 3 septembre : Leon Schwartzmann
- 17 octobre : Nikolaï Rioumine
- En décembre : Sergey Lebedev (en)